# نيتينبيرام
نيتينبيرام هي مادة كيميائية تستخدم بشكل متكرر كمبيد حشري في الزراعة والطب البيطري. المركب عبارة عن سم عصبي للحشرات ينتمي إلى فئة النيونيكوتينويدات التي تعمل عن طريق منع الإشارات العصبية للجهاز العصبي المركزي. وهو يفعل ذلك عن طريق الارتباط بشكل لا رجعة فيه بمستقبلات الأسيتيل كولين النيكوتينية (nACHr) مما يتسبب في توقف تدفق الأيونات في الغشاء بعد المشبكي للخلايا العصبية مما يؤدي إلى الشلل والموت. يعتبر Nitenpyram انتقائيًا للغاية تجاه تنوع nACHr الذي تمتلكه الحشرات، وقد شهد استخدامًا واسع النطاق في تطبيقات المبيدات الحشرية المستهدفة.
كان معروفًا بالاسم الرمزي TI 304 أثناء الاختبارات الميدانية التي بدأت في عام 1989، وكان أول استخدام تجاري موثق للمركب في عام 1995 تحت اسم "Bestguard" كمبيد حشري زراعي. وفي وقت لاحق، توسع نطاق استخدام النيتينبيرام كعلاج للبراغيث من قبل شركة نوفارتيس تحت الاسم التجاري "كابستار"، مع موافقة لاحقة من إدارة الغذاء والدواء للحيوانات غير المنتجة للغذاء في أكتوبر 2000. المنتج الحالي لمادة nitenpyram هو شركة سوميتومو الكيميائية. لا يزال النيتينبيرام مستخدمًا تجاريًا، على الرغم من أن البيانات من مسوحات السوق تشير إلى انخفاض كبير في الاستخدام العالمي مقارنة بمبيدات الحشرات الأخرى أو النيونيكوتينويدات.
بسبب استخدامه كمبيد حشري وعلاج للحيوانات غير المنتجة للغذاء، لم يكن من الضروري إجراء أبحاث حول سمية النيتينبيرام على البشر أثناء استخدامه الرئيسي، وبالتالي، لا يُعرف الكثير عن تفاصيل تأثيرات النيتينبيرام على البشر. ومع ذلك، عند النظر إلى التجارب التي أجريت على الفئران، فإن الكمية المميتة من النيتينبيرام عالية جدًا (في حدود الجرام) في الثدييات بشكل عام، في حين تموت اللافقاريات وهي تحمل ميكروجرام أو نانوجرام فقط من المادة.
تتميز مركبات النيونيكوتينويد بشكل عام بمعدل تحلل منخفض عند استخدامها للأغراض الزراعية، مما يسمح بحماية طويلة الأمد للمحاصيل ضد الحشرات الماصة للنباتات وبشكل غير مباشر ضد الأمراض النباتية التي قد تحملها هذه الحشرات.

## البناء
نيتينبيرام ((E)-N-(6-كلورو-3-بيريديل ميثيل)- N-إيثيل-N'-ميثيل-2-نيتروفينيليدين ديامين) هو عبارة عن كلوروبيريديل نيونيكوتينويد مفتوح السلسلة. يتكون نيتينبيرام من مجموعة غير متجانسة من كلورونيكوتينيل مشتركة بين جميع النيونيكوتينويدات من الجيل الأول ومجموعة دوائية، وهي المجموعة التفاعلية للجزيء. يحتوي نيتينبيرام على فارماكوفور نيتروأمين والذي يُعرف بأنه موقع التفاعل الرئيسي في ربط المركب بمستقبل nACh، على الرغم من أن خصوصية التفاعل لم تفهم بالكامل بعد بالنسبة للنيونيكوتينويدات بشكل عام. بسبب مجموعاتها القطبية، فإن النيتينبيرام مادة محبة للماء إلى حد كبير، مع قابلية عالية للغاية للذوبان في الماء.

## آلية العمل
على الرغم من أن النيونيكوتينويدات هي أكبر مجموعة من المبيدات الحشرية المستخدمة في عالم الزراعة اليوم وتنتشر في العلاجات البيطرية، إلا أن السمية بشكل عام، مثل السمية الجينية والتحول البيولوجي، تظل من بين أكثر الأمور المثيرة للجدل حول موضوع النيونيكوتينويدات. ويرجع هذا في المقام الأول إلى عدم وجود عمل منهجي ملموس. ومع ذلك، فقد أجريت دراسات حول ظاهرة الارتباط بين النيونيكوتينويدات والبروتينات، والتي تعمل كمؤشر لسلوكها المحتمل في الظروف الفسيولوجية البشرية.
نيتينبيرام، مادة كيميائية اصطناعية مرتبطة بالنيكوتين (neonicotinoid)، لها تأثير على مستقبلات الأسيتيل كولين النيكوتينية، ولهذا السبب، تعتبر مشابهة للنيكوتين (الناهضات). تشارك مستقبلات الأسيتيل كولين النيكوتينية في الجهاز العصبي الودي والباراسمبثاوي، وتوجد في الخلايا العضلية حيث تشكل الخلايا من الجهاز العصبي والخلايا العضلية نقاط الاشتباك العصبي. تستمر الاختلافات في التقارب المرتبط بمستقبلات النيكوتين والأسيتيل كولين بين الأنواع.
على الرغم من أن النيتينبيرام هو ناهض للنيكوتين لمستقبل الأستيل كولين النيكوتيني، إلا أن لديه تقاربًا أقل بكثير لمستقبل الأستيل كولين النيكوتيني في الثدييات. بالنسبة لمعظم الحشرات، يعتبر النيتينبيرام مركبًا قاتلًا للغاية. سوف يرتبط نيتينبيرام بشكل لا رجعة فيه بمستقبلات الأستيل كولين النيكوتينية، مما يؤدي إلى شل حركة الأشخاص المعرضين للمركب. على الرغم من مستويات التقارب المنخفضة، لا يزال من الممكن أن تصاب الثدييات بالتسمم بالنيكوتين من كثرة النيونيكوتينويد، وبالتالي من المهم توفير الجرعة المناسبة للحيوان الأليف المصاب بالبراغيث، ومن الأفضل دائمًا استشارة الطبيب البيطري.
لم تجري تحقيقات سمية متعمقة على نيتينبيرام نفسه ومستقلباته، باستثناء حمض 6-كلورونيكوتينيك. وعلى نحو مماثل تظل تأثيرات السمية الجينية غامضة. حمض 6-كلورونيكوتينيك، وفقًا لمجموعة بحثية، غير مسبب للسرطان ولا يعتبر مادة سامة للنمو.

## الاسْتِقْلاب
كانت الأدبيات حول التحول الحيوي للنيتينبيرام نادرة. ومع ذلك، فقد أجريت بعض الدراسات. أظهرت دراسات الحركية السامة أن خط خلايا caco-2 المعوية البشرية يمكنه امتصاص الإيميداكلوبريد بمعدل كفاءة مرتفع للغاية. يمتص المركب بشكل كامل (>92%) من الجهاز الهضمي، وينتشر بسرعة من الحيز داخل الأوعية الدموية إلى الأنسجة والأعضاء الطرفية، مثل الكلى والكبد والرئتين، ثم يبدأ التحول الحيوي. وقد أبلغ الأطباء البيطريون وأصحاب الحيوانات الأليفة عن تأثير النيتينبيرام على الحيوانات الأليفة المصابة بالبراغيث بدءًا من 30 دقيقة بعد إعطاء النيونيكوتينويد.
وقد إبلغ عن أن نيتينبيرام يتحول إلى حمض 6-كلورونيكوتينيك.
يستقلب نيتينبيرام في الفئران إلى نيتينبيرام-COOH، نيتينبيرام-ديسكلوروبيريدين، ديسميثيل-نيتينبيرام، نيتينبيرام-CN، ومشتقات نيتينبيرام-ديسكلوروبيريدين. لم تخضع مستقلِبات النيتينبيرام لدراسة متعمقة. ومع ذلك، يمكن لهذه المستقلبات أن تخضع لتفاعلات أكسدة مثل تحويل مجموعة السيانو إلى مجموعة كربوكسيلية. يمكن لحمض 6-كلورونيكوتينيك تكوين روابط هيدروجينية مع ذرة الهيدروجين في المجموعات الأمينية.
يمكن أن تولد إنزيمات السيتوكروم بي 450 في البشر بعض المستقلبات ذات السمية الأكبر من المركب الأصلي، والتي اعتمدت للتسبب في الأورام مع النترات وإحداث ضرر وراثي. ومن المستحسن اتباع نهج احترازي تجاه أي شيء لم يدرس بشكل كافٍ، حتى يتحسن التحول الحيوي وتدرس تأثيراته وتفهم بشكل أفضل.

## التوليف
يتم تصنيع نيتينبيرام في تفاعل متعدد المراحل. المركب الأولي لهذا التفاعل هو 2-كلورو-5-كلوروميثيل بيريدين، والذي يستخدم أيضًا في تحضير النيونيكوتينويدات الأخرى مثل إيميداكلوبريد. يخضع تفاعل هذا المركب إلى ثلاث خطوات تفاعل.
الخطوة الأولى، يتفاعل 2-كلورو-5-كلوروميثيل بيريدين مع الإيثيلامين على حدود الطور الخاص به ليحصل على الجزيء N -إيثيل-2-كلورو-5-بيريديل ميثيل أمين.
يمكن بعد ذلك أن يتخلق من خلال تفاعل التكثيف (الخطوة 2)، وإضافة المذيبات ثنائي كلورو الميثان وثلاثي كلورو النيتروميثان سيؤدي إلى إنتاج الوسيط N -إيثيل-2-كلورو-5-بيريديل ميثيل أمين مع مجموعة نيتروإيثيلين إضافية.
في الخطوة الأخيرة يضاف الميثيلامين ويتفاعل مع الوسيط، ويحل محل مجموعة كلوريد الفارماكوفور، ويحصل على النيتينبيرام كمنتج نهائي.

## المشتقات
نظرًا لكونه أحد الجيل الأول من النيونيكوتينويد، فقد خضع النيتينبيرام لمجموعة متنوعة من التعديلات على بنيته الأصلية، إما لزيادة فعالية أو خصوصية المركب. أحد هذه الاختلافات هو تكوين المجموعة التفاعلية/الفارماكوفور، من تكوين سيس (E) إلى تكوين ترانس (Z). وقد ثبت أن هذا النوع من التعديل يمكن أن يزيد بشكل كبير من قدرة النيتينبيرام على الارتباط بمستقبل nACh للحشرات، مما يسمح بمكافحة الآفات بشكل أكثر توجيهًا وصديقًا للبيئة. وقد تساعد التغييرات التي تطرأ على هذه المركبات أيضًا في التغلب على المقاومة المتزايدة في النيتينبيرام.

## علم السموم

### اللافقاريات
في دراسة أجريت عام 2015، اختبرت سمية النيونيكوتينويدات على طفيلي البيض تريكوجراما. وُجِد أن النيتينبيرام على وجه التحديد يتمتع بأقل درجة من السمية، مما يجعله مفيدًا في علاج الإدارة المتكاملة للآفات.
في عام 2015، أجرى الباحثون دراسة حول سمية النيتينبيرام على دودة الأرض E.fetida . E.fetida هي دودة أرضية شائعة، وهي مسؤولة جزئيًا عن التهوية الطبيعية للتربة، بما في ذلك التربة الزراعية. في فترة التعرض لمدة 14 يومًا، وجد أن السمية في LC50 للنيتينبيرام على الإيفيتيدا كانت 4.34 ملجم/كجم من التربة، مما يدل على تثبيط نشاط السيللولاز وتلف الخلايا البشرية وخلايا الأمعاء. ومع ذلك، كان هذا أقل سمية بشكل ملحوظ من المبيدات الحشرية المماثلة مثل إيميداكلوبريد، وثياكلوبريد، وكلوثيانيدين، مما يجعل نيتينبيرام بديلاً قابلاً للتطبيق للعديد من النيونيكوتينويدات الأخرى المستخدمة.
إن التأثيرات البيئية للنيتينبيرام على أعداد النحل محل جدل، حيث تظهر دراسات متناقضة وجود النيتينبيرام في نحل العسل وعسله، في حين أن دراسات أخرى لا تكتشف النيتينبيرام على الإطلاق. ومع ذلك، قد يكون السبب في ذلك هو انخفاض استخدام nitenpyram، حيث كانت حصة السوق العالمية تتناقص بشكل مطرد.
ويستخدم النيتينبيرام أيضًا بشكل شائع في القضاء على البعوض والحماية منه. وعلى وجه التحديد، اختبرت سمية النيتينبيرام على بعوض Culex quinquefasciatus أو بعوضة المنزل الجنوبية. وجد أن LC50 للمركب يساوي 0.493 ميكروجرام/مل.

### الفقاريات

#### الحيوانات المائية
في إحدى الدراسات، أُجري اختبار سمية مزمنة لمدة 60 يومًا على أسماك صغيرة صينية نادرة (Gobiocypris rarus) كنموذج عام للأسماك. ومن بين النيونيكوتينويدات التي اختبرت (إيميداكلوبريد، ونيتينبيرام، ودينوتيفوران)، تبين أن نيتينبيرام ليس له الكثير من التأثيرات السامة للجينات أو يؤثر سلبًا على الجهاز المناعي، إما من خلال التعرض القصير أو المزمن مقارنة بالمركبات الأخرى.
وفي دراسة مماثلة، تبين أن النيتينبيرام له تأثيرات ضارة على الحمض النووي لسمك الزرد. تأثرت الإنزيمات التي تثبط تكوين مركبات الأكسجين التفاعلية (ROS) بشدة، مما تسبب في تلف الحمض النووي التأكسدي المتزايد مع التعرض المزمن.

#### الثدييات
توثق بيانات السلامة الكيميائية لجامعة أكسفورد اختبار سمية LD50 على الفئران، ذكورًا وإناثًا، حيث تسجلت الجرعات على أنها 1680 ملجم و 1575 ملجم لكل كيلوجرام من وزن الجسم على التوالي. وبناءً على ذلك، فإن حدود الجرعة الزائدة للإنسان والحيوان مرتفعة للغاية، وتصل إلى عدة غرامات، ويُنظر إلى المركب على أنه آمن للاستخدام اليومي للحيوانات. لا ينصح بالاستهلاك البشري لهذه المادة، على الرغم من عدم وجود آثار جانبية معروفة للتعرض غير المباشر (مثل تناول النباتات المعالجة).

## التدهور
على أمل فهم تحلل النيونيكوتينويد في أنواع مختلفة من المياه، توصل إلى اكتشاف مثير للاهتمام. وفي اختبار المياه الجوفية والمياه السطحية ومياه الشرب الجاهزة، وجد الباحثون أن تحلل النيتينبيرام يحدث في المقام الأول في مياه الشرب، وهو ما يعزى إلى تحلل المركب. ويعتقد أن بعض هذه المنتجات التحللية لها خصائص سامة في الكائنات غير المستهدفة، على الرغم من أن السمية الفعلية غير معروفة. يتحلل النيتينبيرام أيضًا تحت تأثير الأشعة فوق البنفسجية، مما يشير إلى أن التعرض لأشعة الشمس سيؤدي أيضًا إلى تحلل المركب إلى منتجات تحلل مختلفة.

## التطبيقات البيطرية
تُستخدم أقراص نيتينبيرام، والاسم التجاري كابستار، لعلاج الإصابة بالبراغيث عند القطط والكلاب. بعد تناول الدواء عن طريق الفم، يمتص الدواء بسرعة وسهولة في الدم. إذا لدغت البراغيث الحيوان فإنها ستبتلع مع الدم النيتينبيرام. يمكن ملاحظة تأثير نيتينبيرام بعد نصف ساعة من تناوله. في هذا الوقت، يمكن الكشف عن تركيز عالٍ في البلازما وتخرج البراغيث الأولى من الحيوان الأليف المضيف. أظهرت إحدى الدراسات أن الإصابة بالبراغيث انخفضت بنسبة 96.7% للكلاب و95.2% للقطط بعد ست ساعات من الاستخدام. يقاطع البراغيث البالغة الموجودة على المضيفين بشكل كبير، وبالتالي يقلل إنتاج البيض. لا يتأثر البيض بالنيتينبيرام بشكل مباشر، إلا بعد خروجه. قد يكون من الضروري تكرار أو الاستمرار في إعطاء nitenpyram حتى يهدأ الإصابة بالآفات. عمر النصف للنيتينبيرام هو حوالي ثماني ساعات. وهكذا، بعد 24 ساعة من العلاج، قتل ما يقرب من 100% من البراغيث البالغة. بين 24 ساعة و48 ساعة تنخفض الفعالية بشكل كبير وبعد 72 ساعة لم يعد من الممكن إظهار أي تأثير في الدراسات.

### التأثيرات الجانبية
ومن بين الآثار الجانبية التي لاحظوها الحكة، والتي يشتبه في أنها ناجمة عن خروج البراغيث. لوحظ خلال الخمس ساعات التي تلت العلاج أن القطط أصبحت تعتني بنفسها أكثر، أي الخدش، والعض، واللعق، والارتعاش. سيتوقف هذا عندما تظهر البراغيث أو تموت. تشمل الآثار الجانبية الأخرى المبلغ عنها فرط النشاط، واللهث، والخمول، والتقيؤ، والحمى، وانخفاض الشهية، والعصبية، والإسهال، وصعوبة التنفس، وإفراز اللعاب، وعدم التنسيق، والنوبات، وتوسع حدقة العين، وزيادة معدل ضربات القلب، والرعشة والعصبية. وفي دراسات أخرى لم يلحظ أي آثار سلبية.

## التطبيقات الزراعية
باعتباره أحد الجيل الأول من النيونيكوتينويدات، شهد النيتينبيرام استخدامًا تجاريًا واسع النطاق منذ تقديمه، بما في ذلك مكافحة الآفات في الزراعة. وعلى الرغم من أن تطوير الجيل الأحدث من النيكوتينويدات قد تسبب في انخفاض استخدامها، إلا أن تقرير التقييم المتكامل العالمي (WIA) لا يزال يحكم عليها بأنها علاج قابل للتطبيق بيئيًا في مشاريع مكافحة الآفات مثل الإدارة المتكاملة للآفات (IPM). ويرجع ذلك إلى سميته المنخفضة وامتصاصه العالي في النباتات فيما يتعلق بالتربة مقارنة بمركبات النيونيكوتينويد الأخرى المستخدمة تجاريًا.
لقد استخدم النيتينبيرام على العديد من المحاصيل التجارية، مثل القطن والذرة، ويمكن تطبيقه بطرق مختلفة. التقنيات المستخدمة بشكل شائع هي إزالة الغبار ومعالجة البذور. تسمح معالجة البذور بتوفير مناعة طويلة الأمد ضد الحشرات التي تضر بالمحاصيل. لقد ثبت أن استخدام النيتينبيرام فعال للغاية في حماية المحاصيل، لأنه أقل سمية بشكل عام للكائنات غير المستهدفة، بينما يقتل الحشرات المدمرة للمحاصيل. على الرغم من أن الاستخدام لا يزال شائعًا، على عكس النيونيكوتينويدات الأخرى، يبدو أن حصة نيتنبيرام في السوق العالمية تنخفض استنادًا إلى بيانات مبيعات المنتج من عام 2003 و2005 و2007 و2009. لم يفهم سبب ذلك بشكل كامل حتى الآن، حيث يبدو أن الجيل الأول من النيونيكوتينويدات الأخرى لا تتبع نفس الاتجاه، ومن المعروف أن النيتينبيرام أقل سمية للكائنات غير المستهدفة مقارنة بالمركبات من نفس الجيل.
ومع ذلك، من الممكن تفسير انخفاض الاستخدام من خلال تكوين المقاومة لدى أنواع مختلفة من الحشرات. وفي دراسة أجريت على تسعة من مركبات النيكوتينويد شائعة الاستخدام، وجد أن النيتينبيرام كان له أكبر زيادة في مقاومة المجموعة داخل الجراد البني، وهي آفة زراعية شائعة، بين عامي 2011 و2012. كما عثر على زيادة كبيرة في المقاومة في Aphis gossypii أو حشرة المن القطنية، مقارنة بمركبات أخرى مثل إيميداكلوبريد.

### التأثيرات الجانبية
بسبب استخدامه على النباتات الحاملة لحبوب اللقاح، ارتبط النيتينبيرام بانخفاض في أعداد الملقحات مثل النحل العسلي والنحل البري والفراشات. كما أبلغ عن أن الكائنات الحية غير المستهدفة الأخرى، مثل ديدان الأرض، تتأثر سلبًا بالنيتينبيرام. لا يبدو أن النباتات في حد ذاتها تستجيب بشكل سلبي، لأنها لا تمتلك مستقبلات النيكوتين nACh.

## روابط خارجية
- Nitenpyram in the Pesticide Properties DataBase (PPDB)